# Godefroy Zumoffen
Godefroy Zumoffen (França, 1848 – 1928) foi um arqueólogo e geólogo jesuíta francês, notável por seu trabalho sobre a pré-história do Líbano.
É conhecido particularmente por ser pioneiro na arqueologia libanesa, e por descobrir diversos locais incluindo a caverna Antelias. Elaborou o primeiro mapa geológico do Líbano e escreveu um livro sobre sua pré-história, La Phénicie avant les phéniciens: l'âge de la pierre.